# 中国人民解放军第八军
中国人民解放军第八军，是1949年在绥远省整编组建的中国人民解放军的一个军。

## 历史
1948年7月31日中共中央军委批准成立西北野战军第七纵队、第八纵队，1948年8月底在山西省左云县由绥蒙军区组建的西北野战军第八纵队，司令员姚喆，政治委员空缺，副司令员兼参谋长王长江，政治部主任裴周玉，供给部长张升初，供给部政委贾如胜，卫生部长李振智，卫生部政委许义华。纵队近万人，下辖：
- 骑兵第一旅：旅长康健民、政委李佐玉（后王再兴），副旅长黄厚，参谋长王智，政治部主任袁光（后王弼臣）。原为绥蒙军区骑兵旅。下辖3个骑兵团：骑兵第1、第3、第5团。
- 第十一旅：旅长兼政委黄立清，副旅长樊哲祥。1948年8月1日由绥蒙军区第43、44、45团组成。各团改称第31、32、33团。
- 第十四旅：旅长罗斌、副政委沈新发兼政治部主任、李仲英任副旅长兼参谋长。1948年9月由晋绥第二军分区第34团和绥蒙军区大（同）左（云）支队、怀仁支队组成。辖第46、第47团。

参加了1948年9月杨成武华北野战军第三兵团发起的察绥战役。1948年11月底参加平津战役，奉命钳制与阻击归绥10万国军向东增援张家口的企图、阻击与歼灭大同守军可能向北突围逃窜进归绥、派骑兵部队掩护张家口市西北方向之安全截击张家口市漏网之敌。纵队主力集中在凉城、丰镇、集宁和卓资山之间马盖图、十八台、八苏木一线机动待战，同时派出骑兵旅进至张北、商都和陶林一带。平津战役期间，绥远十万国军多次进扰集宁、绥南,一个多月中进行了十几次战斗均击退了国军进扰，共歼国军千余人：
- 张士珍新编第七师以4个团兵力由归绥和凉城向厂汗营进攻被击退。
- 骑十四旅从集宁西北之大土城子进攻，被歼1个团。
- 十三旅占领卓资山东北的东滩村，被击退。
- 八纵指挥骑兵旅，在归绥之藏窑子、陶林以北之它山子等地打击了进扰之敌。
- 八纵十一旅袭击和林城全歼守军。
- 八纵全歼陶林城守军。
- 1948年12月8日，八纵骑兵旅越过平绥铁路，在怀来县以南十八家村一带，抗击2个旅攻击。
- 1948年12月15日下午14时，北岳军区部队强攻张北县城。突围而出的国军骑兵第11吕在张北县城南馒头营子遭察北骑兵旅、八纵骑兵旅拦截杀伤。
- 1948年12月18日，八纵骑兵旅参与围追堵截张家口守军突围。第11兵团司令孙兰峰率少数骑兵逃脱外，54 000多人被全歼。

1949年1月纵队副司令员兼参谋长王长江调回绥蒙军区。纵队党委仅剩姚喆和裴周玉两个人。1月28日清晨，八纵向董其武部据守的归绥峙以东远郊发起旗下营战斗，当日夺取了陶卜齐、旗下营、舍必崖村（归绥城南郊）及其周围阵地，歼灭守军独立七师第20团团部及2个营800余人，击退由归绥两列铁甲火车向陶卜齐增援的两个步兵团，并迫使该敌逃回归绥，此战缴获轻机枪35挺、步枪300余支、六零炮15门。1949年1月28日，周恩来副主席电令八纵停止一切进攻，主力后撤60华里，到卓资山休整待命，允许董（其武）方人员来往，广播报刊停止攻击对方，称董（其武）军为友军，以促成和平解放绥远。周恩来强调“钳制董其武部队在绥远，不要西撤河套与宁夏，就是最大的胜利。”自此，绥远地区结束了战斗。旗下营战斗标志着平津战役的军事交战的结束。  
1949年2月12日，西北野战军第八纵队骑兵旅、察北3个骑兵团以及内蒙古人民解放军骑兵一部，发动绥北剿匪。1949年2月15日至20日，歼灭了自张北县开到绥北乌兰花、武川一带的敌骑第12旅及敌第11兵团司令孙兰峰残部，歼敌900多人。
1949年3月16日《晋绥军区关于奉命改变第八纵队等番号的通令》，西北野战军第八纵队在卓资山、集宁改编为中国人民解放军第八军。仍属陕甘宁晋绥联防军区与一野建制，但归华北军区指挥。姚喆任军长，副军长兼参谋长王长江，裴周玉任政治部主任。仍驻卓资山、武川、集宁一带。八军下辖：
- 第22师：师长樊哲祥，政委黄立清，参谋长张中如，政治部主任王志斌。辖第64、65、66团。
- 第23师：旅长罗斌、政委姜文华，副师长李仲英，副政委兼政治部主任沈新发，参谋长张频繁。辖第67团、68团、69团（晋绥军区警备第一团调入改编）。
- 第24师：以晋绥军区第1团、绥蒙军区丰凉支队和雁北军分区大左支队组成第24师。未实际组建。
- 骑兵第1师：骑兵旅改称，脱离第八军建制，仍归第八军指挥。师长康健民、政委李佐玉，副师长黄厚。该师沿革为中国人民解放军步兵第八师。

1949年3月，第八军第22师与第23师第69团、骑兵第一师南下协同察哈尔军区部队围困大同，以阻止大同守军西逃绥远。大同和平解放后，第八军部队调回绥东、集宁。1949年6月22日，撤销第八军番号，第八军与绥蒙军区合并组成绥远军区，司令员姚喆，政委高克林，副司令员王长江，副政委杨叶澎，参谋长刘华香，政治部主任裴周玉。隶属于华北军区。1949年9月19日董其武率部4万余人宣布参加绥远和平解放。